# Incursiones sobre los óblasts de Bélgorod y Kursk de marzo-abril de 2024
El 12 de marzo de 2024, grupos armados antigubernamentales rusos respaldados por Ucrania ingresaron al territorio de los óblasts de Bélgorod y Kursk en la Rusia occidental desde Ucrania central. En la incursión participan al menos los grupos Legión Libertad de Rusia, Cuerpo de Voluntarios Rusos y Batallón Siberia. Reclamaron el control del asentamiento de Tyotkino en el Óblast de Kursk. El Ministerio de Defensa de Rusia dijo que había rechazado a los atacantes y los había obligado a retirarse.

## Desarrollo

### Ataques

#### Marzo de 2024
A las 08:00 hora local del 12 de marzo, el canal de telegram «WarGonzo» del milblogger ruso Semyon Pegov informó que «grupos armados en camionetas», apoyados por fuego de mortero y artillería, intentaron atravesar la frontera en el Óblast de Bélgorod. Según el canal, se hizo un intento de avance desde la aldea de Odnorobivka, en la provincia de Járkov; Unas 50 personas se dirigían hacia la región de Bélgorod. WarGonzo escribió que como resultado de la batalla, los grupos armados se retiraron a sus posiciones originales, donde fueron «cubiertos con armas de largo alcance». Pegov sugirió que «muy probablemente actuaron las unidades terroristas del RDK y el batallón Siberia».
Pronto, la Legión Libertad de Rusia publicó un video que supuestamente mostraba tanques cruzando la frontera. El batallón Sibir también publicó un vídeo de la batalla, en el que se afirma que «se están librando feroces combates en el territorio de la Federación de Rusia». El canal también publicó un vídeo pidiendo a la gente que no participara en las elecciones presidenciales rusas de 2024. El exdiputado de la Duma Estatal Iliá Ponomarev, que vive en Ucrania, afirma que la Legión de Libertad de Rusia, el Cuerpo de Voluntarios Rusos y el Batallón de Siberia supuestamente entraron en los óblasts de Kursk y Bélgorod «como parte de una operación conjunta».
Los atacantes dijeron que habían tomado las aldeas de Tetkino en el Óblast de Kursk y Lozovaya Rudka en el óblast de Bélgorod.
El 20 de marzo de 2024, el ministro de Defensa de Rusia, Serguéi Shoigú, cifró las bajas en las incursiones en 3.500, de las cuales 790 serían muertes. Además de perdidas materiales que incluían 23 carros de combate, 34 vehículos blindados y un helicóptero, así como 420 drones y 65 misiles interceptados. El mismo día, las autoridades regionales informaron de la imposición de restricciones de acceso en localidades donde se estaban produciendo las incursiones.
Al día siguiente, 21 de marzo, se publicó un vídeo por parte de la Legión Libertad de Rusia donde se veía humo en las calles de Bélgorod, capital de la región y a 26 kilómetros de la frontera con Ucrania. Oleksi Baranovski, representante de la Legión, informó que las bajas rusas hasta el momento eran de 651 muertos, 980 heridos y 37 prisioneros. En cuanto a peridas de material, indicó 121 «unidades de quipamiento» destruidas más 50 dañadas.
El 22 de marzo, Dmitri Peskov, secretario de prensa de Putin, volvió a hacer declaraciones gubernamentales en las que defendía que «todas las fuerzas anti-Kremlin han sido repelidas». El 26 de marzo el FSB, que levaba publicando detenciones de posibles colaboradores toda la semana, declaró que un «cómplice» de los incursores había muerto al manejar un explosivo improvisado con el que pretendía atacar un punto de recogida de ayuda humanitaruia en el óblast de Samara.
El 27 de marzo las fuerzas incursoras reportaron la primera baja mortal oficial, Dani Tammam Akel, voluntario de 25 años con indicativo «Apóstol» (en ruso: Апостолов). Era partidario de Alekséi Navalni y había huido de Rusia a Estonia en el comienzo de la invasión en 2022.

#### Abril de 2024
El 7 de abril de 2024, el Cuerpo de Voluntarios Rusos hizo unas declaraciones oficiales en las que indicó que la fase de incursiones se daba por finalizada, dando paso a mantener únicamente grupos de reconocimiento y sabotaje en la zona de los óblasts rusos de Bélgorod y Kursk.

### Víctimas
El canal ruso de telegram «Baza» informó que dos personas resultaron heridas durante los combates, uno de los cuales era un residente local.

## Reacciones

### Ucrania
Los funcionarios ucranianos negaron su participación en el ataque. Según Andrii Yusov, representante de la Dirección Principal de Inteligencia del Ministerio de Defensa de Ucrania, estas formaciones «actúan de forma absolutamente autónoma e independiente y llevan a cabo las tareas de su programa sociopolítico». La Legión de la Libertad de Rusia es parte de la Legión Internacional.
El 22 de marzo, Andrii Yusov realizó unas declaraciones en las que defendió que la existencia de las incursiones en la Rusia europea, habían hecho «cambiar de planes» a las FF. AA. rusas sobre un posible ataque en la zona norte de Ucrania, al tener que haber comprometido fuerzas en el óblast de Bélgorod.

### Rusia
El Ministerio de Defensa de Rusia dijo que los intentos de incursión en Tetkino así como en los asentamientos de Odnorobovka, Nejoteevka y Spodaryushino en el Óblast de Bélgorod fueron frustrados. Se ordenó a las escuelas de Kursk que pasaran al aprendizaje remoto durante el resto de la semana, mientras se declaraba una alerta de misiles en la ciudad.